# Scheendijk
Scheendijk is een buurtschap in de gemeente Stichtse Vecht in de Nederlandse provincie Utrecht.
Hier bevindt zich de jachthaven van Breukelen. De buurtschap ligt ten oosten van Breukelen, aan de Loosdrechtse Plassen. Scheendijk heeft samen met de Kievitsbuurt, een natuurgebied met trekgaten en legakkers, en het omliggende gebied ongeveer 465 inwoners (3 juli 2019, bron: CBS).